# ルイス・コラーゾ
ルイス・コラーゾ（Luis Collazo、1981年4月22日 - ）は、アメリカ合衆国の元プロボクサー。ニューヨーク出身。元WBA世界ウェルター級王者。

## 来歴
2000年5月16日、デビューを果たし初回TKO勝ちで白星でデビューを飾った。
2002年4月13日、エドウィン・カッシラーニと対戦し3回1分41秒TKO負けでキャリア初黒星。
2005年4月2日、WBA世界ウェルター級レギュラー王者ホセ・アントニオ・リベラと対戦し12回2-1(113-115、2者が115-113)の判定勝ちで王座獲得に成功した。
2005年8月13日、シカゴのユナイテッド・センターで元WBC世界ライト級王者ミゲル・アンヘル・ゴンザレスと対戦し7回終了時棄権で初防衛に成功した。
2006年1月7日、スーパー王者のザブ・ジュダーがカルロス・バルドミールに敗れ王座を剥奪されたため、コラーゾはレギュラー王者から正規王者に認定された。
2006年5月13日、ボストンのTDガーデンでリッキー・ハットンと対戦し初回にダウンを奪われたが、その後は粘るも12回0-3(2者が112-115、113-114)の判定負けで2度目の防衛に失敗し王座から陥落した。
2007年2月10日、マンダレイ・ベイ・イベント・センターでWBC世界ウェルター級暫定王座決定戦をシェーン・モズリーと行い、12回0-3(108-119、2者が109-118)の判定負けを喫し王座獲得に失敗した。
2009年1月17日、WBC世界ウェルター級王者アンドレ・ベルトと対戦し、12回0-3(111-116、2者が113-114)の判定負けを喫し王座獲得に失敗した。
2013年9月2日、アラン・サンチェスとWBAインターナショナルウェルター級王座決定戦を行い、10回3-0(97-93、98-92、99-91)の判定勝ちを収め王座獲得に成功した。
2014年1月30日、バークレイズ・センターで元WBC世界ウェルター級王者ビクター・オルティスと対戦し、2回2分59秒KO勝ちを収め初防衛に成功した。
2014年5月3日、MGMグランド・ガーデン・アリーナでWBC世界ウェルター級シルバー王座決定戦を元WBAスーパー・IBF世界スーパーライト級王者アミール・カーンと対戦し、4回に1度と10回に2度のダウンを奪われ、12回0-3(2者が104-119、106-117)の判定負けを喫し、WBAインターナショナル王座の2度目の防衛に失敗、WBCシルバー王座の獲得にも失敗した。
2015年7月11日、フロリダ州タンパのUSFサン・ドームでWBA世界ウェルター級王者キース・サーマンと対戦し、コラーゾが7回終了で棄権しTKO負けを喫し9年ぶりとなる王座返り咲きに失敗した。
2021年8月9日、ミネアポリスのミネアポリス・アーモリーで引退試合としてエイマンタス・スタニオニスと対戦するが、偶然のバッティングで4回2分44秒無効試合に終わりこの試合で引退した。

## 獲得タイトル
- WBA世界ウェルター級レギュラー王座（防衛1=正規王座に認定）
- WBA世界ウェルター級王座（防衛0）
- WBAインターナショナルウェルター級王座